# Storia della Sicilia nel Regno d'Italia
La storia della Sicilia nel Regno d'Italia riguarda gli eventi in cui è stata coinvolta la Sicilia nel periodo compreso dalla spedizione dei Mille e l'annessione al neonato Regno d'Italia (1861) fino alla nascita della Repubblica Italiana nel 1946.

## La spedizione dei Mille

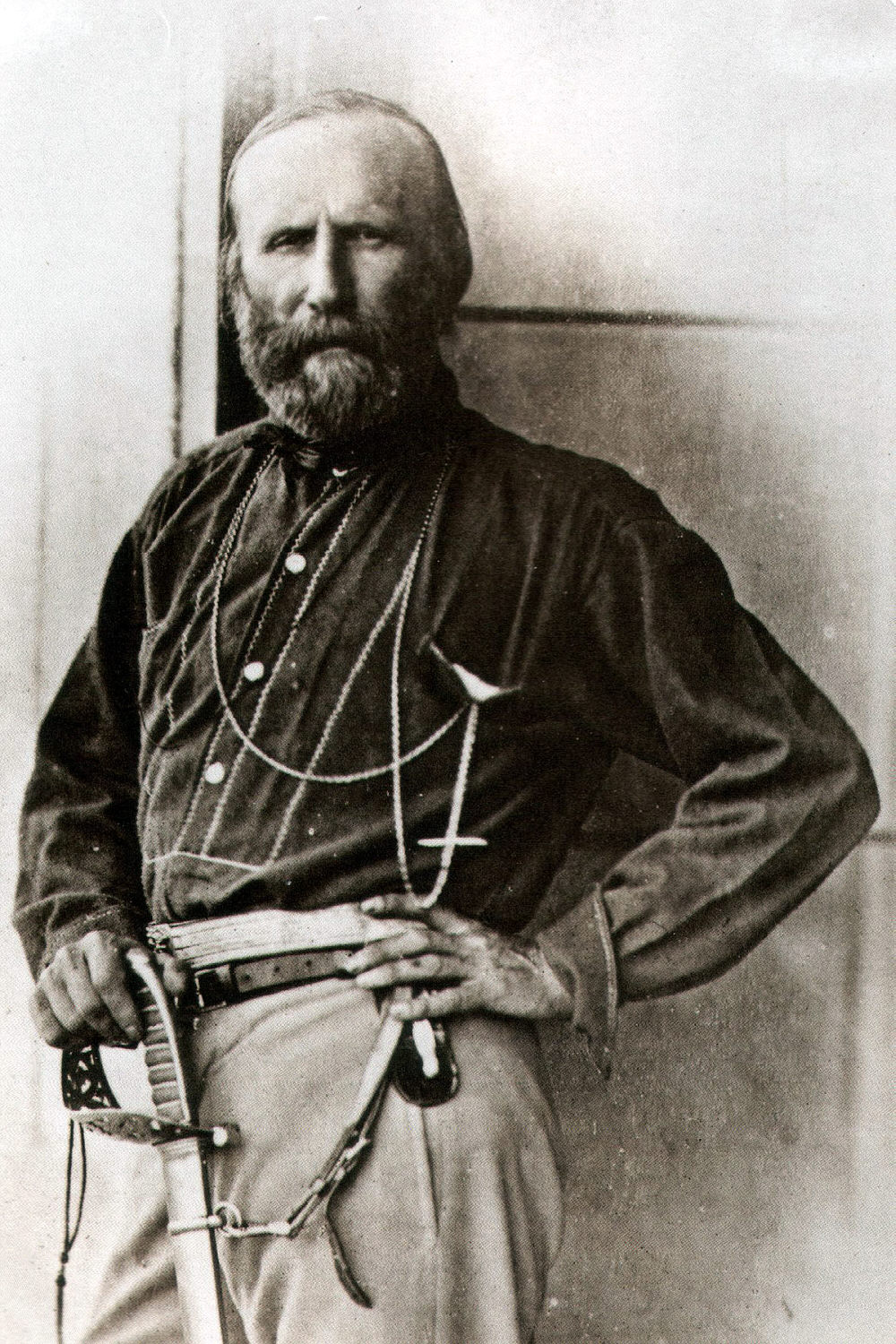
Giuseppe Garibaldi a Palermo nel 1860

La sera del 5 maggio 1860, dallo scoglio di Quarto (Genova), partì la spedizione dei Mille, comandata dal generale Giuseppe Garibaldi, sui vaporetti Lombardo e Piemonte.
La mattina dell'11 maggio i componenti della spedizione sbarcarono nel porto di Marsala senza incontrare alcuna resistenza borbonica, anche per la presenza di due navi da guerra inglesi al largo. Il 14 maggio 1860 Giuseppe Garibaldi, a Salemi, si autoproclamò dittatore della Sicilia in nome di Vittorio Emanuele II di Savoia.
I Mille di Garibaldi, affiancati da 500 "picciotti" sconfissero le truppe borboniche nella battaglia di Calatafimi (15 maggio). Intanto a Palermo scoppiava una violenta rivolta, dando così la possibilità a Garibaldi di conquistare facilmente la città, sbaragliando i battaglioni borbonici che si trovarono a combattere contro gli insorti siciliani sia nel centro abitato che dalle navi ancorate al porto di Palermo. Il 2 giugno Garibaldi costituì un governo provvisorio a Palermo.
Il 20 luglio i Mille sconfissero definitivamente i Borboni nella battaglia di Milazzo e, nei giorni successivi, ottennero la resa di Messina, avendo il passaggio aperto per continuare la guerra contro il Regno delle Due Sicilie nel continente. Molti siciliani si arruolarono nell'Esercito meridionale di Garibaldi. La Sicilia, conquistata per intero, fu pronta per l'annessione al Regno di Sardegna.

## Il plebiscito e l'unione al Regno d'Italia

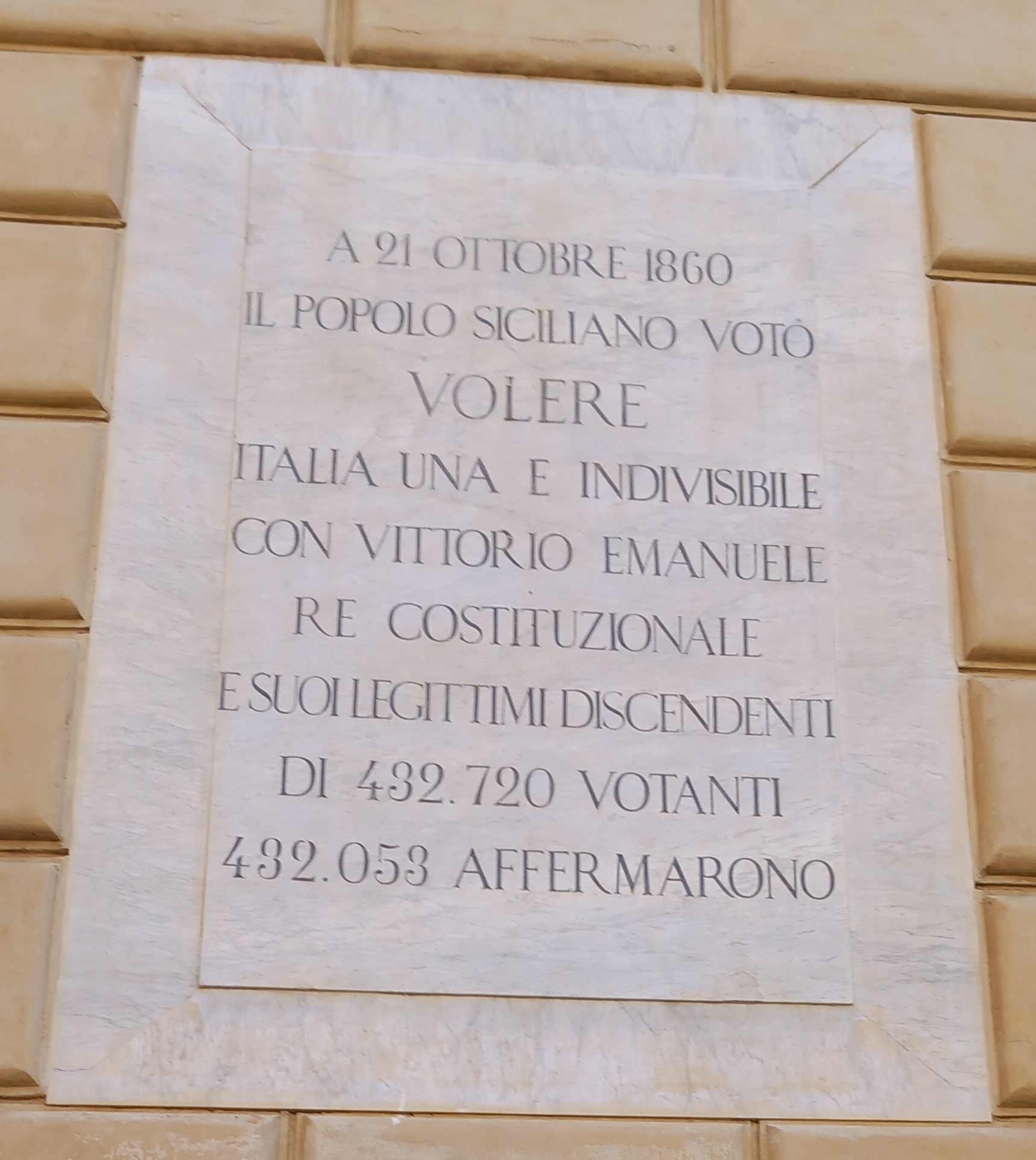
Lapide commemorativa del plebiscito

Nei primi mesi la Sicilia fu governata da un "prodittatore" nominato da Garibaldi, d'intesa con Cavour: furono, Agostino Depretis (20 luglio-14 settembre) e Antonio Mordini (17 settembre-21 ottobre).
Il 21 ottobre 1860 si svolse il Plebiscito delle province siciliane del 1860 per decidere l'annessione al costituendo Regno d'Italia. In Sicilia, su 2.232.000 abitanti, gli iscritti alle liste elettorali, per età e sesso, erano circa 575.000. Di questi si presentarono a votare in 432.720 (il 75,2% degli aventi diritto), di cui 432.053 si dichiararono favorevoli e 667 contrari. 
La quasi unanimità ottenuta dai favorevoli all'annessione, con un esiguo numero di contrari ed un numero irrisorio di astenuti, che venne, peraltro, riscontrata in tutti i plebisciti svolti nei vari stati preunitari, non ha mancato di sollevare, da alcuni analisti, dubbi sulla genuinità e correttezza delle operazioni elettorali. In particolare dall'analisi delle modalità di voto e dei risultati plebiscitari delle province siciliane, emergono i casi di Palermo (36.000 favorevoli e 20 contrari), dove furono autorizzati a votare anche cittadini sprovvisti di certificato, poiché "smarrito"; Messina (24.000 contro 8); Alcamo (3.000 contro 14); Girgenti (2.500 contro 70); Siracusa, dove si votò senza che fossero state redatte le liste elettorali; e Caltanissetta, dove il governatore proibì qualsiasi propaganda in senso contrario. Dall'altro lato la Corte di giustizia non tenne conto "dei due verbali di Ustica e Mandanici, per avere quelle popolazioni votato il Sì per acclamazione, senza distinzione di età e di sesso; dei risultati del battaglione dei Cacciatori dell’Etna, per aver votato numero duecentotrentasei individui pel Sì e del battaglione Siculo Colina, per avere i duecento individui che votarono pel Sì, entrambi con formula errata...".

## Dall'Unità d'Italia alla fine dell'Ottocento

### Delusioni e reazioni
Le classi più povere i braccianti e i contadini avevano accolto i Mille con la speranza che il nuovo ordinamento avrebbe assicurato la distribuzione delle terre dei latifondi. Garibaldi aveva presto disposto l'abolizione della tassa sul macinato e la ripartizione delle terre demaniali per lo più in mano a baroni e ricchi borghesi ma ciò aveva provocato allarme tra le classi agiate presto dispostesi a divenire opportunisticamente "unitarie".
Oltre alla mancata distribuzione delle terre promessa da Garibaldi vennero però introdotte le imposte imposte sul sale e sul macinato (che colpiva prodotti basilari per l'alimentazione delle classi inferiori come il pane e la pasta) e venne attuata la coscrizione obbligatoria che nel Regno di Sicilia, per antica tradizione, non era applicata. In un mondo contadino, in cui il numero di braccia era quello che faceva la quantità di raccolto, togliere alle famiglie soggetti giovani e in pieno vigore per il lungo servizio militare riduceva molte di queste in difficoltà e renitenti e disertori, dandosi alla macchia, finivano con l'ingrossare le file del brigantaggio. Perfino la distribuzione delle terre del latifondo e dei feudi ecclesiastici, iniziata nel 1861, a gente troppo misera, che finiva con l'indebitarsi per acquistare le sementi e costretta poi a svendere le terre stesse per debiti, sortì solo l'effetto di riformare i latifondi con nuovi proprietari ed acquirenti e, per giunta, a prezzi stracciati.
Il Conte Camillo Benso di Cavour, estese alla regione le leggi e i regolamenti in vigore nel Regno di Sardegna. Venne ignorato del tutto il fatto che la Sicilia godesse già di leggi speciali e di una certa forma di autonomia sotto i Borboni, ottenute anche a seguito di precedenti rivolte popolari.

### L'infiltrazione opportunista della mafia nella nuova amministrazione
La nuova struttura amministrativa della regione, divisa in 24 piccoli distretti, ciascuno affidato ad un governatore con il compito di riorganizzare l'amministrazione e l'ordine pubblico, paradossalmente favorì il dilagare della corruzione insieme alla creazione di ben quattro nuovi organismi di polizia che, lungi dal rivelarsi positiva, mise le premesse per la rapida perdita del controllo del territorio e della guerra tra bande criminali. La mafia esisteva da molto tempo prima ma non era strutturata come singolo organismo bensì costituita da "cosche" in perenne lizza tra loro per il controllo e l'espansione della loro influenza territoriale ma è in questo periodo che compare in maniera evidente il termine mafia. Il termine diviene di pubblico dominio nel 1862 quando viene rappresentata la commedia dal titolo I mafiusi di la Vicaria di Giuseppe Rizzotto, ambientata nel carcere della Vicaria di Palermo.
La mafia, da alcuni chiamata anche "maffia" (che tuttavia secondo il Correnti è un termine più toscano che siciliano) esisteva già da tempo; secondo alcuni dalla dominazione araba, secondo altri dal periodo spagnolo e dell'Inquisizione e, secondo altri studiosi, addirittura dal periodo della dominazione romana per il controllo del "granaio di Roma" e dei suoi schiavi. Nel 1865 il termine compare ufficialmente nel rapporto del delegato di Pubblica sicurezza di Carini per definire quale "delitto di mafia" l'imputazione di un delitto commesso.
Il nuovo ceto politico si rese presto conto della necessità di scendere a patti di mutuo interesse con il mafioso locale per potere avere un controllo effettivo sul territorio: questi infatti era in grado di risolvere problemi che i funzionari venuti dal nord Italia non riuscivano ad inquadrare anche a causa della diffidenza della gente stessa nei confronti di uno stato considerato "straniero"; sopperendo, col suo paternalismo interessato, a risolvere problemi che lo Stato, agli occhi del popolano più misero, accentuava.
La relazione presentata da Romualdo Bonfadini nel 1876 al termine dei lavori della commissione parlamentare confermò anche se in maniera piuttosto blanda l'esistenza della mafia e delle sue relazioni con la politica e i notabili.
Più incisiva e dettagliata fu l'inchiesta "La Sicilia nel 1876" sulle Condizioni politiche e amministrative dell'isola dei futuri parlamentari Leopoldo Franchetti e Sidney Sonnino, pubblicata nel 1877, che descrisse la realtà socioeconomica e lo stato di estrema miseria, di analfabetismo e di violenza in cui si permaneva nell'isola, in particolare i contadini. La mafia venne descritta come "un'accozzaglia di briganti, di malandrini, di facinorosi, spesso alleati con i ricchi proprietari terrieri, che trae forza dalla violenza e dal delitto".

### La Sicilia tra rivolte, brigantaggio e legge marziale
Già nell'agosto 1860 erano nati i primi malcontenti, con i fatti di Bronte, duramente repressi da Bixio. Nel corso del 1862 i parlamentari eletti alla Camera del Regno, a Torino, dichiaravano chiaramente la loro contrarietà all'abolizione delle antiche leggi e istituzioni della Sicilia.
Anche la Chiesa alimentava il malcontento trovando forza negli atteggiamenti anticlericali delle "nuove" autorità e nella politica degli espropri attuata dalle nuove autorità. I conservatori nostalgici dei Borboni tessevano trame segrete di opposizione e rivolta; perfino alcuni parlamentari siciliani nel 1862 avevano intrapreso trattative con l'ex sovrano tradendo il loro mandato.
L'applicazione nel 1861 della legge sulla coscrizione obbligatoria fu la causa più grande di malcontento in tutta l'isola. La leva tra 1861 e 1863 produsse più di 25 000 renitenti e disertori che si diedero alla macchia ingrossando le bande di briganti. Il governo fece approvare la cosiddetta "Legge Pica" (legge 15 agosto 1863, n. 1409) per reprimere il brigantaggio e il pericoloso fenomeno della criminalità camorristica mentre venne approntato un esercito di circa 120 000 uomini. La Sicilia si trovò così sotto la legge marziale del generale Giuseppe Govone, con pieni poteri e la facoltà di fucilare la gente sul posto. Venne preferita infatti la repressione sommaria e dura, arrestando la gente senza processo ed usando anche la tortura per vincere l'omertà. Le repressioni non colpivano selettivamente ma anche la semplice renitenza alla leva provocava durissime ritorsioni contro la popolazione e interi villaggi venivano privati dell'acqua potabile. Anche la città di Licata venne tagliata l'acqua in piena estate. Scrive il Correnti nella sua Storia della Sicilia che ad un giovane sarto palermitano, Antonio Cappello, sordomuto dalla nascita, vennero inferte 154 bruciature con ferri roventi perché ritenuto simulatore dagli ufficiali della visita di leva. Alla fine del periodo si contavano oltre 2500 morti e la condanna di quasi tremila banditi.
Ciò che di fatto mancava alla Sicilia allora, come anche nel passato, era una classe borghese colta e “illuminata” che sapesse cogliere le occasioni migliori; al suo posto invece c'era una classe politica fatta di opportunisti e "nuovi ricchi" al servizio dei notabili alleati a quella parte di aristocrazia siciliana, che viveva sperperando le rendite del latifondo.
Più che le nostalgie borboniche furono le condizioni economiche peggiorate con l'introduzione di nuove tasse e l'aumento dei prezzi dei beni di prima necessità; l'incomprensione della nuova classe dirigente e l'opportunismo dei grandi proprietari terrieri; la coscrizione dei giovani che privava delle loro braccia e per anni le misere famiglie dei contadini furono le concause della nascita del brigantaggio postunitario nell'isola. Diverse furono le bande che permasero fino alla fine dell'Ottocento: la banda maurina di Biagio Valvo sui Nebrodi,, quelle di Angelo Pugliese e Alberto Riggio nell'agrigentino, Placido Botta ed Angelo Scarpa nel catanese.
Nel 1866, scoppiò a Palermo la Rivolta del sette e mezzo, la quarta rivolta del genere in solo mezzo secolo le cui caratteristiche, secondo lo storico Denis Mack Smith, mostravano il coinvolgimento di tante componenti quali i mazziniani, i repubblicani, i borbonici e i clericali e la mafia. L'insurrezione si svolse con la distruzione di archivi e documenti, il tentativo di liberare i detenuti e saccheggi di vario genere: dopo una settimana la Marina italiana bombardò la città di Palermo mentre i 40 000 soldati del generale Raffaele Cadorna occupavano i quartieri. I morti furono circa 500.
Anche in Sicilia furono applicate le "Leggi Siccardi" con la vendita delle proprietà ecclesiastiche confiscate che rappresentavano circa i due terzi della proprietà terriera.
Queste vendite complessivamente avevano fruttato oltre 600 milioni di lire e furono utilizzate, come annunciò pubblicamente il 16 marzo 1876 il primo ministro Marco Minghetti, per pareggiare il bilancio dello Stato. Anche questo fu causa di malumori tra la gente più povera che traeva reddito dal lavoro nei latifondi ecclesiastici.

### Le condizioni economiche della Sicilia
Il dominio borbonico non aveva brillato per investimenti od opere strutturali in Sicilia. Solo gli investimenti inglesi dei Whitaker, dei Woodhouse, degli Ingham e di altri avevano stimolato una certa ripresa economica. Alle soglie dell'Unità la Sicilia non disponeva di un apparato industriale vero e proprio salvo alcune imprese di piccole o medie proporzioni quali la fonderia Oretea a Palermo, con una forza lavoro di circa 200 unità, il cotonificio Ruggeri che occupava circa 500 addetti e la seteria Jager a Messina con 200. Nel settore vinicolo, oltre a Vincenzo Florio, erano gli inglesi Woodhouse e Ingham ad aver costituito imprese di qualche rilievo. Unica eccezione era l'estrazione dello zolfo di cui la Sicilia era leader mondiale, ma anche questa era appannaggio di una quindicina di imprenditori inglesi. Questi detenevano anche il quasi monopolio della commercializzazione dello zolfo e non ritenevano affatto conveniente la trasformazione del minerale in loco e neanche lo sviluppo di un'industria chimica. Quando nel 1837 la francese Taix & Aycard, aveva stipulato un contratto più vantaggioso con il governo borbonico in cambio della realizzazione di alcune infrastrutture basilari era scoppiato un grave caso diplomatico che minacciava anche il blocco navale del porto di Napoli da parte degli inglesi. Il sovrano borbonico annullò l’accordo rimettendo il monopolio dello zolfo in mano agli inglesi non senza poi risarcire i danni arrecati alla Taix & Aycard.
Negli anni '40 del XIX secolo, Ingham e Florio avevano costituito una società per la produzione di derivati dello zolfo e una per i battelli a vapore siciliani (Flotte Riunite Florio): era il 1853 quando il piroscafo "Sicilia" partiva per gli Stati Uniti d'America. Dopo l'unità Florio proseguirono nella loro crescita economica.
Le imprese Ingham importavano velluti e tessuti stampati a Leeds, in società con gli Smithson di Messina, ed estendevano la loro attività al commercio dell'olio, della liquirizia e degli agrumi. Dato che nel XIX secolo la Sicilia era dotata solo di Banchi pubblici di deposito che non esercitavano il credito produttivo, era importante l'attività bancaria degli Ingham, dei Gibbs e di altri uomini di affari inglesi, che concedevano crediti agli altri mercanti, agli aristocratici siciliani ed alla borghesia emergente.
Un rapporto della Camera di Commercio del 1861 indicava l'esistenza a Catania di quattro stabilimenti di tessuti di cotone di buon livello e una filanda di cotone e due stabilimenti di tessuti ad Acireale con telai meccanici di tipo francese; le loro produzioni venivano presentate all'Esposizione Italiana di Firenze del 1861. La fabbrica di Giovan Battista Nicosia, impiantata nel 1854, disponeva di 40 telai Jacquard e 400 a mano e con 200 operai aveva una produzione di 3.200 coltri, 7.200 scialli di lana e lana-cotone, 24.000 m di tela per materassi, 120.000 m di tricot di lana, 120.000 m di barracano, 240.000 m di tricot di cotone, 80.000 m di dock, 4.000 abiti a velo ed altro. All'esposizione di Firenze la sua produzione fu premiata con medaglia d'oro di secondo grado.
Le esportazioni di vino della provincia di Trapani giungevano a Boston, New York, Filadelfia, Baltimora e New Orleans, nel Brasile, in Australia e persino a Sumatra. Attraverso la Casa di Commercio di Palermo degli Ingham, si realizzava un vasto giro di affari per la fornitura di sommacco e di zolfo.
Il Regno delle Due Sicilie non aveva un elevato debito pubblico al momento della sua caduta, anche a causa della bassa quantità di investimenti in opere di modernizzazione; al contrario, il Regno di Sardegna ne aveva uno molto elevato anche a causa delle guerre sostenute contro gli austriaci. In seguito all'Unità d'Italia venne unificato anche il debito pregresso. I fondi del Banco delle Due Sicilie, che era la Banca nazionale del regno borbonico (443 milioni di Lire-oro, all'epoca corrispondenti al 65,7 del patrimonio di tutti gli Stati italiani messi insieme) vennero incamerati dal nuovo Stato italiano, concorrendo a costituire il capitale liquido nazionale nella misura di 668 milioni di Lire-oro.
L'istituto divenne Banco di Napoli e come il Banco di Sicilia, nato nel 1849, divenne istituto di emissione.
In seguito all'Unità, le politiche liberiste del vecchio Stato sabaudo furono estese al nuovo Regno d'Italia.
Tuttavia, la tariffa doganale sarda applicata all'intero Regno d'Italia ridusse di fatto dell'80% la protezione di cui godeva l'industria meridionale sino ad allora. Il libero scambio delle merci danneggiò poco l'apparato manifatturiero locale e in un certo modo avvantaggiò la commercializzazione dei prodotti della sua agricoltura quali agrumi, sommacco, olio e frutta secca e l'industria dello zolfo. Il settore tessile, che era già in sofferenza, fu quello che ebbe un vero tracollo in quanto le merci importate risultavano più convenienti di quelle locali. Dal periodo 1863-65 al 1870-74 il numero di filande diminuiva drasticamente da 210 a 35 (tra Messina e Catania) con una forza lavoro di 69 maschi, 796 donne e 376 fanciulli.
La fiscalità, divenne più gravosa rispetto a quella borbonica, con nuove tasse comunali, le nuove tasse provinciali, il "focatico" (che essendo una tassa di famiglia colpiva duramente le famiglie numerose), la tassa sul macinato (che colpiva i più poveri, quelli che, cercando di risparmiare macinando il proprio esiguo raccolto, incorrevano nella famelica imposta), la nuova tassa di successione ed altre cosiddette addizionali.
Il nuovo Stato, peraltro, era ancor più restio dei Borboni ad investire in Sicilia: ad esempio, dal 1862 al 1896 vennero investiti per opere idrauliche al nord Italia 450.000.000 contro soli 1.300.000 in Sicilia.
Dal 1878 l cambiamento della strategia economica del governo italiano, da liberista a moderatamente protezionista prima e dal 1887 in modo più elevato, e la guerra doganale con la Francia finirono col danneggiare le esportazioni di vino e di seta della Sicilia.

### Ferrovie e infrastrutture

#### Prodromi
All'avvento dell'unità d'Italia, non vi erano ferrovie in Sicilia: durante gli ultimi anni del regno delle due Sicilie Francesco II, pur poco propenso a concederle, accordò alcune concessioni ferroviarie ma la caduta del regno e l'annessione al Regno d'Italia oltre a provocare il fermo dei lavori portò per tutte la decadenza delle concessioni, la perdita dei capitali investiti e la riassegnazione di buona parte degli stessi a nuovi concessionari.
Con il Decreto Reale del 28 aprile 1860 (Decreto contenente de' provvedimenti per la costruzione di tre grandi linee di strade ferrate ne' dominii continentali, e di altrettante nei dominii di là del Faro), Francesco II tracciò un piano di prolungamento delle ferrovie esistenti, il quale si sarebbe poggiato sia sull'affidamento dei lavori in concessione a privati, che sull'iniziativa governativa; e che avrebbe interessato sia la parte continentale, che quella insulare del Regno:
(Francesco II delle Due Sicilie)
Era convinzione del Re e di vari dei suoi ministri, tra i quali quello degli Esteri Giacomo De Martino, che l'affidamento di importanti concessioni ferroviarie nel regno agli investitori francesi avrebbe comportato un sostanziale motivo di pressione su Napoleone III affinché sostenesse la causa del Regno delle Due Sicilie; la concessioni al Delahante avrebbe, si riteneva, comportato l'appoggio della Francia. 
Il 24 agosto 1860 il governo napoletano concesse alla società Gustave Delahante & C (della quale facevano parte anche il Talabot, Blount, Salamanca, Chatellon, Buddicom e Parent) molte delle tratte ferroviarie previste.
Le linee ferroviarie proposte avevano reale valenza per i commerci ma, dato il momento difficile, non risultavano ancora fattibili. In Sicilia erano previste tre linee da Palermo dirette a Catania, a Messina e a Terranova via Girgenti. Francesco II avrebbe presieduto personalmente ai progetti, attraverso una commissione composta dai più alti gradi del governo. La caduta dei Borbone comportò anche la riconsiderazione della convenzione con la società del Delahante.

#### Le concessioni passano di mano
Il progetto venne ripreso quasi integralmente dai decreti dittatoriali di Garibaldi e affidato in concessione alla ditta Adami e Lemmi. Anche queste concessioni non ebbero seguito in quanto il parlamento italiano tra 1861 e 1862 dopo aspro dibattito decretò la decadenza delle pregresse autorizzazioni e concessioni fatte in ultima fase ai gruppi facenti capo a Delahante, Rotschild e a Talabot preferendo le società a capitale nazionale, la società piemontese Vittorio Emanuele e il gruppo toscano Bastogi.
La compagnia ferroviaria Vittorio Emanuele una volta ottenute le concessioni per l'Italia meridionale e la Sicilia, il 28 aprile 1863 aprì la prima tratta ferroviaria di 13 km in Sicilia, tra Palermo e Bagheria raggiungendo il bacino zolfifero di Lercara alla fine del 1870. Nel 1866 iniziò la costruzione della ferrovia Messina-Catania proseguendo, nel 1869, in direzione dell'interno per raggiungere l'area di Leonforte che interessava agli industriali dello zolfo per l'esteso bacino minerario di Grottacalda e Floristella e delle altre decine di miniere dell'ennese il 15 agosto del 1870. La "Vittorio Emanuele" tuttavia, per varie motivazioni legate al collocamento di azioni sul mercato parigino e in crisi di liquidità, si dichiarò impossibilitata a proseguire i lavori intrapresi nelle linee calabro-sicule chiedendo un'ulteriore convenzione nella relazione del 17 novembre 1867 al Parlamento del Regno.
Alle soglie degli anni settanta, i lavori di costruzione delle linee si erano arenati per le difficoltà economiche della società e lo Stato dovette intervenire per proseguire, con propri stanziamenti di capitali, i lavori affidandoli alla Società Italiana per le Strade Ferrate Meridionali.

#### Commerci e navigazione
Crebbero invece con i Florio l'industria alimentare e quella commerciale marittima. Se ne avvantaggiava la produzione agricola, del vino e degli agrumi, che venivano esportati durante la guerra di secessione americana.
Le città relativamente più ricche, soprattutto quelle della costa orientale, con l'afflusso costante di gente in cerca di lavoro proveniente dall'interno, videro incrementare la loro popolazione e con essa i loro problemi sociali. La popolazione di Catania, che nel 1861 era di 68.810 abitanti, nel 1880 aveva già superato le 90.000 unità. 
In quest'ultima città erano avvenuti consistenti investimenti a partire dagli anni '70 del XIX secolo nel settore industriale della raffinazione dello zolfo, che si avvantaggiava della presenza del porto per la sua commercializzazione. Iniziava anche lo sviluppo delle ferrovie a supporto della stessa, (infatti la stazione della Società per le Strade Ferrate della Sicilia venne costruita nella stessa zona delle raffinerie) e il 3 gennaio 1867 veniva aperto il tronco ferroviario Giardini-Catania della ferrovia Catania–Messina, il cui primo tratto era stato inaugurato l'anno prima.
L'attività della Camera consultiva commerciale di Catania, che era nata nel 1853 in un contesto difficile qual era quello burocratico del governo borbonico con le sue iniziative e le sue pressioni, fu ora in grado di promuovere il potenziamento delle infrastrutture essenziali come le poste, le banche e i collegamenti marittimi e stradali (fino al 1871 era difficile la comunicazione via terra con Siracusa).
Venne tentata, con la costituzione di una Società di irrigazione del Simeto del barone Spitaleri, la coltivazione del cotone in alcune zone della Piana di Catania e la coltivazione del riso, ma soprattutto quest'ultima si rivelò un'iniziativa fallimentare. L'attività imprenditoriale cercò allora altre alternative introducendo nelle aree più idonee, come quelle etnee e collinari della Sicilia orientale, la coltivazione su vasta scala degli agrumi, trasformando ampie zone fino ad allora coltivate a vigneto.

### I Fasci siciliani
Fu così che, mentre perdurava il brigantaggio e il malessere sociale, nascevano i primi fermenti di coscienza sociale e collettiva con la costituzione dei Fasci dei lavoratori: nel maggio 1891 si costituì il primo Fascio di Catania, e nel 1892, dopo un congresso operaio a Palermo, nacque il movimento.
Gli zolfatari, più di tutti, parteciparono alla protesta. Nell'ottobre 1893 a Grotte, paese minerario in provincia di Agrigento, si tenne il congresso minerario. Al congresso parteciparono 1.500 fra operai e piccoli produttori. Gli zolfatari chiedevano di elevare per legge a 14 anni l'età minima dei carusi di miniera sfruttati fin da allora come schiavi, la diminuzione dell'orario di lavoro (che era praticamente dall'alba al tramonto) e il salario minimo.
Nel 1893, tuttavia, scoppiarono gravi sommosse nell'isola; la componente anarchica sfociava in eccessi e ciò diede a Francesco Crispi, ex garibaldino siciliano divenuto capo del governo nel 1894, il motivo per scatenare una durissima repressione con lo scioglimento dei "Fasci", dopo che, negli scontri con il Regio esercito, erano morti oltre un centinaio di dimostranti in un solo anno.
(Mario Rapisardi)

### L'emigrazione
Il sottosviluppo, l'analfabetismo, l'alta mortalità infantile e la malaria, uniti alle spaventose e disumane condizioni di lavoro nelle zolfare, disseminate in tutte le province medio-orientali della Sicilia, e all'estrema miseria dei villaggi di pescatori delle zone costiere, fecero sì che il governo nazionale, a partire dal 1882, incentivasse l'emigrazione verso il nord America, soprattutto verso gli Stati Uniti e verso il Brasile e l'Argentina nel sud America.
Le statistiche affermano che tra il 1871 e il 1921 quasi un milione di siciliani abbiano lasciato l'isola.

## Dalla fine del secolo alla prima guerra mondiale
Gli ultimi decenni del XIX secolo vedevano la regione ancora priva di infrastrutture viarie e ferroviarie efficienti. La compagnia ferroviaria Vittorio Emanuele, concessionaria per le costruzioni e l'esercizio ferroviario nell'isola, era in forte ritardo sul programma, tanto che dovette intervenire direttamente lo Stato per la prosecuzione di molti lavori. Le linee ferroviarie realizzate, più che per collegare i centri urbani, erano realizzate spesso con un lungo percorso che teneva conto solo degli interessi commerciali degli investitori, spesso stranieri; così per andare da Palermo a Messina si doveva passare da Girgenti e Catania.
La linea Palermo-Trapani era funzionante dal 5 giugno 1881, con i suoi 195 km, e passava per Mazara del Vallo e Marsala, per collegare tutta la provincia. Ancora nel 1885 questa linea rappresentava un terzo di tutta la rete sicula Nel 1937 da Trapani venne realizzata anche la tratta diretta fino a Palermo. Alla lunga, tutto il sistema ferroviario risultò essere stato progettato e realizzato solo in funzione del trasporto ai porti d'imbarco dello zolfo, dei vini e degli agrumi, con effetti per la mobilità e per lo sviluppo che perdurano fino ad oggi. In più, per scopi clientelari, i percorsi venivano allungati o deviati per raggiungere il fondo o la tenuta di Baroni e latifondisti.
Lo sviluppo del commercio dei filati a Catania attirava immigrati da tutta la provincia; oltre 20.000 tessitori ormai lavoravano nelle filande del capoluogo, e il Banco di Sicilia vi aprì la sua prima filiale. Un rapporto del 1887 dell'architetto Bernardo Gentile Cusa registra ciò evidenziando l'assenza di emigrazione verso l'estero dal catanese, a differenza del resto della Sicilia.
Verso la fine del XIX secolo, anche grazie all'apporto di capitale straniero e ai finanziamenti delle banche si svilupparono, nel sud della Sicilia e a Catania, raffinerie di zolfo e industrie chimiche ad esso collegate, attività molitorie, come i grandi Mulini Prinzi di Catania, che importavano grano ed esportavano farine; il cotonificio De Feo che impiegava oltre 480 addetti e nel 1897 produceva 1500 kg di filati al giorno; estesa era anche la produzione di mobili e di carrozze.
La fine del secolo vide anche la costruzione della Ferrovia Circumetnea, che trasportava merci e viaggiatori dalle zone attorno all'Etna verso Catania e il suo porto, contribuendo all'export dei vini etnei tramite il porto di Riposto. Vennero anche approntati progetti di linee tranviarie a servizio delle zone minerarie, come la tranvia a vapore Raddusa Scalo-Assoro Scalo- Sant'Agostino e la Porto Empedocle-zolfare Lucia.
La produzione del "fiore di zolfo", cioè lo zolfo raffinato, ebbe il suo massimo nel 1899, quando la produzione siciliana raggiunse gli 8/10 di quella mondiale, grazie alle estrazioni massicce condotte nella Sicilia interna, soprattutto nelle grandi miniere dei bacini di Lercara, del nisseno e dell'agrigentino, di Floristella e di Grottacalda e delle altre miniere dell'ennese. Non era comunque ricchezza per tutti: la massima parte dei guadagni andava ai proprietari e agli investitori della "Anglo-Sicilian Sulphur Co." mentre la grande massa di surfarara, donne e carusi versava in uno stato di miseria e sfruttamento ai limiti della schiavitù.
Alla fine del XIX secolo infatti erano attive oltre 700 miniere che impiegavano una forza lavoro di oltre 30.000 addetti le cui condizioni di lavoro tuttavia rimanevano al limite del disumano. In questo clima si svilupparono i Fasci, che vennero repressi duramente dal governo di Francesco Crispi.
Gli anni di fine secolo videro la nascita e lo sviluppo anche in Sicilia delle prime organizzazioni sindacali e l'inizio di scioperi per ottenere più umane condizioni di lavoro.
Nel 1901 le unità lavorative raggiunsero il livello massimo di trentanovemila con 540.000 tonnellate di minerale di zolfo estratto.
All'inizio del XX secolo, la Sicilia si affacciava con grave carenza di infrastrutture (la maggior parte della rete ferroviaria interna venne infatti realizzata a partire dalla statalizzazione delle ferrovie dopo il 1905 e terminata alla soglia degli anni trenta quando il settore minerario era già in crisi profonda).
Nella prima guerra mondiale pesante fu il tributo di vite umane che la Sicilia offrì per la definitiva unificazione del Paese. Il bilancio finale fu di ben 50.000 morti, e decine di migliaia di invalidi e feriti. Ma ebbe anche 9.321 decorati al valore.

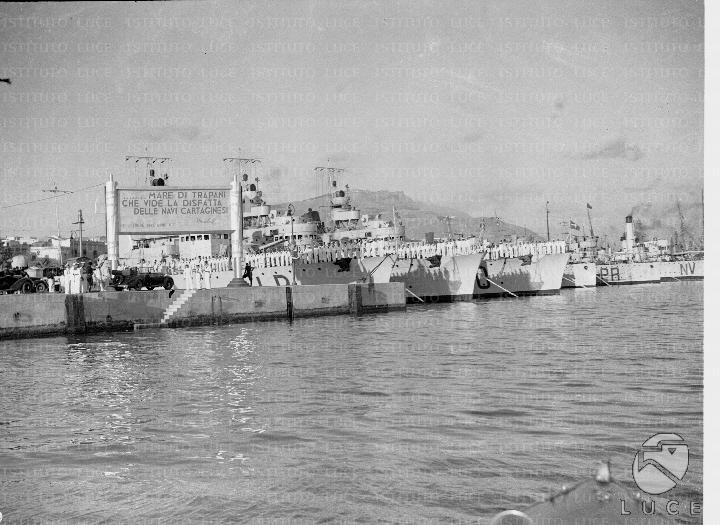
Navi della Regia Marina nel porto di Trapani nel 1937

## La Sicilia nel periodo fascista

### La Sicilia in guerra
Con l'entrata in guerra la Sicilia divenne un fronte di prima linea, vista la sua posizione, vicina alla roccaforte inglese di Malta e centrale per i rifornimenti delle truppe in Nordafrica. Una decina gli aeroporti e le basi aeree installate nell'isola dalla Regia Aeronautica, ma nonostante ciò le città siciliane già dal giugno 1940 subirono bombardamenti aerei che divennero pesanti dalla fine del 1942 fino ai giorni precedenti lo sbarco alleato del luglio 1943.
L'Operazione Husky ebbe inizio con lo sbarco degli alleati a Licata, tra Gela e Scoglitti e tra Pachino e Siracusa delle forze alleate, tra il 9 e il 10 luglio 1943, a cui presero parte circa 160.000 uomini. Il 16 luglio gli americani arrivarono ad Agrigento e la Sicilia, nonostante la resistenza delle truppe dell'Asse, fu occupata in 38 giorni quando, il 17 agosto, le truppe Alleate entrarono a Messina, dopo aver conquistato Palermo il 22 luglio e Catania il 5 agosto. Quando il 25 luglio cadde il regime fascista, l'isola era già di fatto quasi tutta sotto controllo alleato.

## L'occupazione alleata
Il 3 settembre fu stipulato a Cassibile l'armistizio tra Regno d'Italia e Alleati, reso noto l'8 settembre. Il generale britannico Harold Alexander, nella sua veste di comandante supremo dell'armata era formalmente il governatore militare delle zone occupate, ma in Sicilia al vertice dell'AMGOT vi era il generale inglese Francis Rennell Rodd, mentre responsabile degli affari civili era il colonnello americano Charles Poletti.
L'Allied Military Government of Occupied Territories, istituitosi all'indomani dello sbarco in Sicilia, inizialmente internò tutti i militari italiani, senza distinzione. Il diffondersi dei saccheggi e di atti di violenza privata richiedeva capacità di controllo del territorio, cioè una forza di polizia che i militari anglo-americani non erano in grado di esprimere. Per questa ragione decisero di ripristinare la struttura territoriale dei Carabinieri Reali e già il 4 agosto nacque a Palermo il Comando Superiore Carabinieri Reali della Sicilia alle dipendenze degli "Affari Civili" dell'AMGOT, con competenza sull'ordine e la sicurezza pubblica.
Dal febbraio 1944, avvenne la restituzione dei territori occupati, tra cui la Sicilia, al governo italiano del Regno del Sud, ma sottoposto comunque alla supervisione della Commissione alleata di controllo.
Dall'8 settembre 1943 fino al 30 aprile 1945 migliaia di siciliani lottarono su entrambi i fronti a sostegno della Resistenza e del Regno del Sud o della Repubblica Sociale Italiana, fra cui personalità come Pompeo Colajanni tra i primi e Alfredo Cucco e Filippo Anfuso tra i secondi.

## Tra separatismo e Autonomia (1944 - 1946)
Dopo gli sbarchi anglo-americani, nel luglio del 1943, assunse nuovo vigore il separatismo, e si costituirono il MIS (guidato dalla figura carismatica di Andrea Finocchiaro Aprile), che alla fine della seconda guerra mondiale vantava più di cinquecentomila iscritti, e nel 1945 l'E.V.I.S. il suo braccio militare, (capeggiato prima da Canepa e poi da Concetto Gallo) con diversi scontri armati con i carabinieri. Nel febbraio 1944 gli Alleati riconsegnarono l'isola al governo italiano del Regno del Sud, che nominò un Alto commissario e istituì la Consulta regionale siciliana.
Intanto, però, riprendeva forza l'antica tendenza all'autonomia dell'isola. Il movimento separatista, che tenne agitata la vita dell'isola per diversi anni, si andò spegnendo, anche per l'istituzione, con il Decreto regio 15 maggio 1946, della Regione Siciliana, che concedeva l'autonomia speciale. Poche settimane dopo un referendum sanciva la nascita della Repubblica Italiana, con la Sicilia prima regione autonoma.